# Mahmud mohéli régens
Mahmud (Fomboni, Mohéli, 1863 – Saint-Denis, Réunion, 1898. október 18.) vagy teljesebb néven: Mahmud bin Szaidi Hamadi Makadara, trónkövetelő: (1885–1886), Mohéli (comorei nyelven Mwali) régense a húga, Szalima Masamba nevében a Comore-szigetek egyik szigetén. A madagaszkári eredetű Imerina-dinasztia tagja. I. Ranavalona és III. Ranavalona madagaszkári királynők rokona.

## Származása

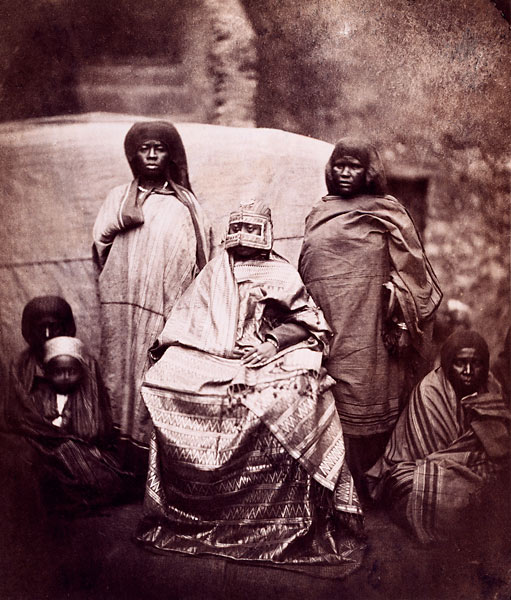
Dzsombe Szudi királynő-szultána 1863-ban az udvarhölgyeivel egy francia küldöttség fogadásakor. A királynő jobbján látható elsőszülött fia, az ekkor négyéves körüli Mohamed trónörökös, az ugyanebben az évben született Mahmud idősebb bátyja. Désiré Charnay (1828–1915) francia utazó felvétele

Édesanyja Dzsombe Szudi mohéli királynő (szultána). Anyja révén, aki a madagaszkári királyi házból, az Imerina-dinásztiából származott, Ramanetaka-Rivo (–1842) madagaszkári hercegnek és marsallnak, valamint Ravao (–1847) madagaszkári királynénak, I. Radama madagaszkári király harmadik feleségének volt az unokája. Szalima Masamba anyai nagyapja, Ramanetaka-Rivo herceg I. Radama halála (1828) után Radama egy másik feleségének, Ranavalonának a trónra jutása után, hogy mentse az életét, a Comore-szigetekre menekült, felvette az iszlámot és az Abdul Rahman nevet, majd 1830-tól Mohéli szigetének a szultánja lett.

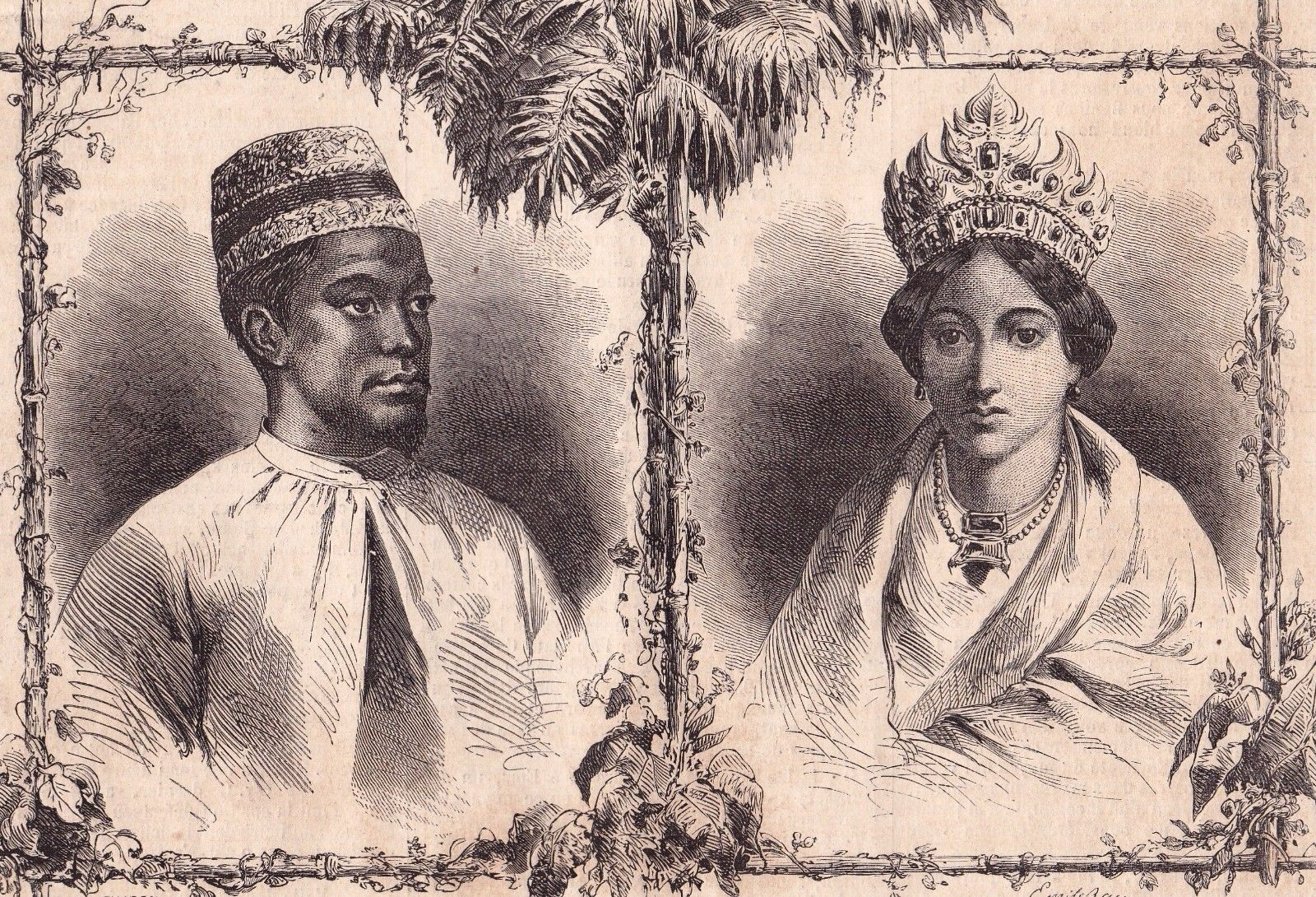
A szülei 1861-ben, Le Monde illustré

Mahmud anyai nagyanyja, Ravao királyné pedig miután az első férje, I. Radama elvált tőle, feleségül ment annak rokonához, Ramanetaka-Rivo herceghez, és Radama főfeleségének, I. Ranavalonának a hatalomra kerülése után együtt menekült második férjével Mohélire, ahol őbelőle szultána lett. Majd Ramanetaka-Abdul Rahman halála után kiskorú lánya, Dzsombe Szudi lett az uralkodó, ő pedig lánya nevében átvette a régensséget, és hozzáment Ratszivandini tábornokhoz, aki az ő társrégense lett, de elvált tőle, és 1846-ban Szaid Abdul Rahman bin Szultan Alavi anjouani herceg felesége lett, viszont már a következő évben mérgezés következtében Mohéli fővárosában, Fomboniban elhunyt. Lánya, Mahmud anyja, Dzsombe Szudi királynő ekkor 10 éves volt.
Édesapja anyjának zanzibári férje, Szaidi Hamada Makadara herceg, Szaid ománi és zanzibári szultán unokatestvére volt. Két bátyjából, valamint húgából is szultán lett: Mohamed (ur: 1865–1874), Abderremane (ur.: 1878–1885) és Szalima Masamba (ur.: 1888–1909).

## Testvérei
- Édestestvérei anyjának a férjétől, Szaidi (Szajjid) Hamada (Muhammad bin Nasszer Al-Buszaidi) Makadara (Mkadara) zanzibári és ománi hercegtől, Moheli hercegétől és régensétől, Szaid ománi és zanzibári szultán tanácsosától, 3 fiú:[3]
  - Mohamed bin Szaidi Hamadi Makadara (1859 körül–1874) mohéli király (szultán) (ur.: 1865–1874)
  - Abdul Rahman bin Szaidi Hamadi Makadara (1860 körül–1885), II. Abdul Rahman néven mohéli király (szultán) (ur.: 1878–1885)
  - Mahmud (1863–1898)
- Féltestvérei az anyjának házasságon kívüli kapcsolatából, Émile Charles Marie Fleuriot de Langle (1837–1881) francia kereskedőtől, 2 gyermek:[4]
  - Bakoko[5] (?–1901) mohéli királyi herceg
  - Szalima Masamba (Ursula) bint Szaidi Hamadi Makadara (1874–1964), Mohli szultánja (királynője), férje Camille Paule (1867–1946) francia csendőr, 3 gyermek
- Féltestvérei az apjának ismeretlen nevű zanzibári ágyasától, 3 fiú:
  - Szaif bin Szaidi Hamadi Makadara (1836 körül–1874 körül), mostohaanyjának és sógornőjének, Dzsombe Szudi Fatima szultána-királynőnek a titkára: (1867–1874), felesége Dzsumbe Szalama (1839–1858 körül) mohéli hercegnő, I. Abdul Rahman mohéli király természetes lánya[6]
  - Abdullah bin Szaidi Hamadi Makadara
  - N. bin Szaidi Hamadi Makadara

## Élete
1863. november 14-én Mohéli fővárosában, Fomboniban született. Tizenöt éves volt, mikor édesanyja 1878-ban meghalt. és mivel harmadszülött fiúként kevés esélye volt a trónra kerülésre, így az apja hazájába, Zanzibárba küldték tanulni.
1885-ben az ifjabb bátyja, II. Abdul Rahman meggyilkolása után 22 évesen tért vissza Mohélire Zanzibárból, és trónkövetelőként lépett fel elhunyt bátyja örököseként. A fivére megölését követően ugyanis Mohamed Sehe lett az új szultán, aki 1886-ban elfogadta a francia hegemóniát, és Moheli francia protektorátus lett. 1888-ban a húga, Szalima Masamba 14 évesen lett Mohéli királynője, de a kiskorúsága idején régensek uralkodtak helyette. A következő évben így a szultána-királynő harmadik bátyja. Mahmud 1889. szeptember 18-án vette át ezt a posztot. Húgát ekkor elküldték tanulni Mayotte-ra, ahova 1889. november 1-jén, 15. születésnapján érkezett meg, majd Réunionra, amely már francia gyarmat volt. Az ifjú királynő hosszú életében soha többé nem látta viszont szülőhazáját, Mohélit, és amikor azonban húga elérte a nagykorúságot 1892-ben, akkor sem mutatott különösebb érdeklődést az államügyek iránt, így Magmud továbbra is régens maradt a húga nevében. Ezt a passzivitást a növekvő francia befolyás és az 1886-tól létező francia protektorátus is örömmel kihasználta, így párhuzamosan francia helytartók is kormányoztak a királynő nevében, míg az ifjú szultána a francia Réunion gyarmatszigetén tartózkodott. 
Mahmudot, aki a tényleges hatalmat gyakorolta Mohélin, 1897. október 9-én lemondatták a franciák, és évjáradék fejében a fiával együtt elszállították Mohéliről. Ő viszont Zanzibárba menekült, de itt a francia konzul segítségével elfogták, és előbb Madagaszkárra, majd Réunionra deportálták, és itt halt meg vérhasban 1898. október 18-án.

## Gyermeke
- Ismeretlen nevű és származású feleségétől vagy ágyasától, 1 fiú:
  - Manini herceg